# BEST 15 2018-2023 -One Man & New Roadmap-
『BEST 15 2018-2023-One Man ＆ New Roadmap-』（ベスト・フィフティーン・ニーマルゼロハチ-ニーマルニーサン・ワンマン・ニューロードマップ）は、日本の音楽ユニット・Hilcrhymeが2023年12月30日にユニバーサルJから発売した6作目のベスト・アルバムである。

## 内容
- 2024年のデビュー15周年を記念して、デビューから現在までの活動期間別に時間を遡り、収録曲を分けて3タイトルで連続リリースするベスト・アルバム第1弾。11thアルバム『SELFISH』から8thアルバム『Hilcrhyme』までの収録曲や配信含むシングル曲に加え、MBS/TBSドラマイズム『灰色の乙女』OP主題歌の新曲「十字架」を収録。
- 初回限定盤のみ、ミュージックビデオ集を収録したDVDが付属。
- 2024年2月には第二弾として『BEST 15 2014-2017 -Success & Conflict-』、同年5月には第三弾として『BEST 15 2009-2013 -The Beginning & Flying-』がそれぞれリリースされた。

## 収録曲

### CD
1. 十字架
(作詞：TOC / 作曲：TOC、WAPLAN / 編曲：WAPLAN)
配信限定シングル。CD初収録。MBS/TBSドラマイズム『灰色の乙女』OP主題歌。
2. アタリマエ
(作詞：TOC / 作曲：TOC・3rd Productions)
ミニアルバム『One Man』収録曲。TOKYO MX『ココロタビ シーズン1』テーマソング（TOC出演）[1]。
3. Good Luck
(作詞：TOC / 作曲：TOC、音呂)
ミニアルバム『One Man』収録曲。
4. Hill Climb
(作詞・作曲：TOC / 編曲：REO)
8thアルバム『Hilcrhyme』収録曲。
5. Lost love song 【II】
(作詞・作曲：TOC / 編曲：Shingo Kubota・Satoru Kurihara)
8thアルバム『Hilcrhyme』収録曲。
6. アイセイ
(作詞：TOC / 作曲：TOC・3rd Productions / 編曲：REO)
リメイクベストアルバム『SUN ～リメイクベスト1～』収録曲。
7. 事実愛 feat.仲宗根泉（HY）
(作詞：TOC / 作曲：TOC、Shingo Kubota、Satoru Kurihara / 編曲：Shingo Kubota、Satoru Kurihara)
23rdシングル。日本テレビ系ドラマ『わたし旦那をシェアしてた』主題歌。
8. グランシャリオ
(作詞：TOC / 作曲・編曲：TOC・Br'z)
9thアルバム『THE MC』収録曲。毎日放送系連続ドラマ『俺たちはあぶなくない ～クールにさぼる刑事たち』エンディングテーマ。
9. ヨリドコロ
(作詞：TOC / 作曲・編曲：TOC・Br'z)
9thアルバム『THE MC』収録曲。テレビアニメ『ピーター・グリルと賢者の時間』エンディングテーマ。
10. Jealous
(作詞：TOC / 作曲・編曲：TOC・Br'z)
9thアルバム『THE MC』収録曲。
11. THE MC
(作詞・作曲：TOC）
9thアルバム『THE MC』収録曲。
12. 夢見る少女じゃいられない ～夢見ル少年～
(作詞・作曲：織田哲郎 / Rap詞：TOC）
10thアルバム『FRONTIER』収録曲。相川七瀬の楽曲『夢見る少女じゃいられない』のラップカバー。
13. 夜光性
(作詞・作曲：TOC）
10thアルバム『FRONTIER』収録曲。
14. あと数センチ
(作詞：TOC / 作曲・編曲：TOC・WATARU）
11thアルバム『SELFISH』収録曲。MBS系ドラマシャワー『先輩、断じて恋では！』エンディング主題歌。
15. 父の心得
(作詞：TOC / 作曲・編曲：TOC・Br'z)　
11thアルバム『SELFISH』収録曲。

### DVD（Music Video集。初回限定盤のみ収録）
1. 十字架
2. アタリマエ
3. Hill Climb
4. Lost love song【Ⅱ】
5. アイセイ
6. グランシャリオ
7. ヨリドコロ
8. 事実愛 feat. 仲宗根泉（HY）
9. FRONTIER
10. 夢見る少女じゃいられない ～夢見ル少年～
11. Lost love song 【III】
12. 夜光性
13. あと数センチ
14. コイゴコロ
15. Be one feat. NITE FULL MAKERS